# Июль 2017 года

Список событий июля 2017 года.

## События
- 1 июля
  - В Гонконге приведена к присяге новая администрация во главе с Кэрри Лам[1].
  - Гендиректор Почты России Дмитрий Страшнов, выведший компанию на самоокупаемость, был вынужден покинуть этот пост[2].
- 2 июля
  - Сборная Германии по футболу впервые в своей истории стала обладательницей Кубка конфедераций, обыграв в финале со счётом 1:0 сборную Чили[3].
  - В Китае в городском округе Сунъюань в результате взрыва газопровода погибли пять человек, ещё 89 пострадали[4].
- 4 июля
  - Северная Корея объявила, что испытала свою первую в истории межконтинентальную баллистическую ракету[5].
  - Туркменистан и Джибути установили дипломатические отношения[6].
- 5 июля
  - Стратегические ракетоносцы Ту-95МС нанесли удар по объектам террористов «Исламского государства» на границе провинций Хама и Хомс в Сирии[7].
  - Сторонники президента Венесуэлы Николаса Мадуро захватили здание парламента страны[8].
  - Парламент Самоа единогласно избрал Туималеалиифано Ваалетоа Суалауви новым главой государства[9].
- 6 июля
  - Президент Украины Пётр Порошенко подписал «Об основах внутренней и внешней политики» где вступление Украины в организацию Североатлантического договора чётко прописывается как один из ключевых факторов государственной политики[10].
  - Парламент Вануату избрал Таллиса Мозеса президентом страны. В тот же день он приведён к присяге[11].
  - Усиливается напряжённость между Индией и Китаем из-за строительства КНР дороги на плато Доклам[12].
  - Евросоюз и Япония согласовали детали торгового соглашения[13].
- 7 июля
  - В штаб-квартире ООН в Нью-Йорке участники межправительственной Конференции приняли текст Договора о запрещении ядерного оружия. Он вступит в законную силу после того, как его ратифицируют 50 государств.[14]
  - Президентские выборы в Монголии. Во втором туре победу одержал кандидат Демократической партии Халтмаагийн Баттулга[15].
  - Кыргызстан и Никарагуа установили дипломатические отношения[16].
- 8 июля
  - В Гамбурге завершился 12-й саммит стран большой двадцатки, в ходе саммита в Гамбурге проходили беспрецедентные по масштабу акции протестов антиглобалистов[17].
- 10 июля
  - Начавшийся в Анкаре 15 июня Марш справедливости, организованный Республиканской народной партией Турции, завершился в Стамбуле многотысячной акцией[18].
  - Мосул (Ирак) освобождён от боевиков террористической группировки «Исламское государство»[19].
- 11 июля
  - Совет Европейского союза одобрил соглашение об ассоциации ЕС и Украины; таким образом ратификация документа полностью завершена и он вступает в силу с 1 сентября 2017 года[20].
- 12 июля
  - В палату представителей Конгресса США внесен вопрос об импичменте Дональда Трампа[21].
  - Бывший президент Бразилии Лула да Силва приговорён к 9,5 годам лишения свободы по фактам «пассивной коррупции и отмывания денег»[22].
- 13 июля
  - Федеральный судья в штате Гавайи включил бабушек и дедушек в определение «близких родственников», тем самым выведя их из-под временного запрета на въезд в США граждан шести преимущественно мусульманских стран[23].
- 14 июля
  - Экс-президент Перу Ольянта Умала и его супруга Надин Эредия взяты под стражу по обвинению в отмывании денег[24].
  - * в 9:36 (мск) с пусковой площадки 31 космодрома Байконур запущен первый в России космический аппарат «Маяк», созданный методом краудфандинга.
- 16 июля
  - Победителями уимблдонского турнира стали швейцарец Роджер Федерер среди мужчин и испанка Гарбинье Мугуруса среди женщин[25].
- 17 июля
  - АФК «Система» заявила о техническом дефолте по кредитным обязательствам на сумму около 3,9 млрд руб. из-за ареста имущества по иску «Роснефти»[26].
  - Председателем Президиума Боснии и Герцеговины на следующие восемь месяцев стал представитель хорватов Драган Чович[27].
- 19 июля
  - Депутаты Госдумы приняли поправки в Бюджетный кодекс России, согласно которым объединяются Резервный фонд и Фонд национального благосостояния[28].
  - После встречи с президентом Турции Реджепом Эррдоганом премьер-министр Турции Бинали Йылдырым объявил о ряде изменений в правительстве[29].
- 20 июля
  - Во Вроцлаве (Польша) стартовали Всемирные игры[30].
  - Власти Кувейта понизили уровень дипломатических отношений с Ираном и выслали 15 иранских дипломатов, в том числе посла[31].
  - Подведены итоги выборов в президенты Индии, победителем в них стал представитель касты неприкасаемых Рам Натх Ковинд[32].
  - В Калифорнии, США известный певец группы Linkin Park Честер Беннингтон покончил жизнь самоубийством.
- 22 июля
  - Парламентские выборы в Восточном Тиморе. Победу одержала партия ФРЕТИЛИН с 29,65 % голосов[33].
- 23 июля
  - Победителем Тур де Франс в третий раз стал британец Кристофер Фрум[34].
- 24 июля
  - Илир Мета принёс присягу в качестве президента Албании[35].
- 25 июля
  - Вступил в должность новый президент Индии Рам Натх Ковинд[36].
- 28 июля
  - Центробанк отозвал лицензию у банка «Югра», в отношении которого 10 июля 2017 года ввёл мораторий на удовлетворение требований кредиторов[37].
  - Верховный суд Пакистана отстранил от власти премьер-министра страны Наваза Шарифа по итогам антикоррупционного расследования против него[38].
  - Президент США Дональд Трамп назначил министра национальной безопасности Джона Келли новым главой аппарата Белого дома[39].
  - МИД России объявил об ответных мерах в отношении Вашингтона в связи с принятием в конгрессе США законопроекта о санкциях против России, КНДР и Ирана[40].
- 29 июля
  - Компания Hyperloop One провела новые испытания скоростной транспортной системы Hyperloop, в ходе которой поезд XP-1 разогнался в трубе до скорости 310 километров в час[41].
- 30 июля
  - В Венесуэле на фоне продолжающихся массовых беспорядков прошли выборы в Национальную учредительную ассамблею, в которых приняли участие 41,53 % избирателей. Избранная Национальная учредительная ассамблея должна начать править Венесуэлой в течение 72 часов после официального подтверждения итогов голосования[42].
  - В рамках контрсанкций против США Россия сократит число сотрудников американских диппредставительств в стране на 755 человек, заявил президент России Владимир Путин[43].
- 31 июля
  - Против президента Венесуэлы Николаса Мадуро США ввели санкции, под санкции попадают все активы Мадуро, которые находятся или могут находиться на территориях под юрисдикцией США[44].
  - Катар подал жалобу во Всемирную торговую организацию из-за торговой блокады со стороны четырёх арабских стран[45].
  - Столицами Летних Олимпийских игр 2024 и 2028 годов без голосования были выбраны соответственно Париж и Лос-Анджелес[46].